# Katherine Ruth
Katherine Patricia Rush (California, ...) è una modella statunitense incoronata Miss International 1978.
È stata la seconda rappresentante degli Stati Uniti a vincere il titolo di Miss International, quell'anno svoltosi a Tokyo in Giappone, quattro anni dopo la vittoria di Karen Brucene Smith nel 1974.